# 国民統一政府 (リビア)
国民統一政府 (アラビア語: حكومة الوحدة الوطنية) は、トリポリに本部を置く国民合意政府とトブルクに本部を置く代議院選出の第二次アッ＝スィニー内閣を統一するために2021年3月10日に発足したリビアの臨時政府。アブドゥルハミード・ドベイバは統一政府の首相であり、2021年2月5日のリビア政治対話フォーラムで選出された。

## 経緯
アブドゥルハミード・ドベイバはリビア政治対話フォーラム (LPDF) によって国民統一政府の首相に選ばれ、ムハンマド・アル＝メンフィは大統領評議会議長に、ムーサ・アル＝コーニーとアブダラ・アル＝ラフィーは大統領評議会のメンバーに選ばれた。ドベイバはLPDFとの合意に基づき、2021年2月26日までに代議院 (HoR) に閣僚を指名することを義務付けられている。
2月15日、ドベイバは、閣僚の指名案について議論し、内閣がリビア人を横断的に代表するために、リビアの13の選挙区すべての人々と交流する意向を表明した。LPDFの規則は、ドベイバが2月26日までに提案する内閣をHoRに提示しなかった場合、またはHoRが提案された内閣を承認しなかった場合、意思決定はLPDFに戻ると述べている。ドベイバは翌日、国家最高評議会、HoR、および5+5リビア合同軍事委員会と協議すると述べた。
同日、約20人のHoR議員が、HoRの「東部」部門のアグイラ・サーレハ・イッサが議長を務めるトブルクで開催されたHoRの会合に出席し、70人のHoR議員が、HoRの「西部」部門のサブラタでのHoRの会合に出席した。トブルクブロックは、GNUオフィスをスルトに配置し、HoRが提案されたGNU内閣を承認するためにスルトで特別会合を開催することを求めた。リビア・ヘラルドによると、HoRの2つの支部は互いに競争し続けた。
2021年3月10日、HoRはスルトの中心都市で会合し、大統領評議会議長としてのムハンマド・アル＝メンフィと首相としてのアブドゥルハミード・ドベイバが率いる国民統一政府の形成を121-11票で承認した。2021年9月21日、HoRは統一政府に対する不信任案を可決し、ドベイバ政権に対する信任を撤回したものの、この段階では引き続き暫定的な任務を負うことは認められた。
しかし2021年12月24日に予定されていた大統領選挙は両陣営の間で投票規則などを巡って対立し、ドベイバが選挙を実施できなかったことで分裂は決定的となり、HoRはファトヒー・バーシュアガー元内務大臣を独自に新首相に選出。これに対しドベイバは選挙によってのみ政権移譲を認めると繰り返し主張し、リビアは再び二重政府に陥った。2024年8月13日にHoRは大統領評議会の任務に終止符を打つことを決定し、大統領評議会に代わる軍司令官にアグイラ・サーレハ・イーサHoR議長を指名したほか、改めてドベイバ政権の任期終了を確認し、新たな統一政府が選出されるまではHoRが独自に選出したオサマ・ハマドを首班とする政権を正統とみなす決定を下しており、国民統一政府は事実上崩壊状態にある。

## ドベイバ内閣
ドベイバ内閣の閣僚一覧は2021年3月11日に発表された。